# Troizkoje (Chabarowsk)
Troizkoje (russisch Троицкое) ist ein Dorf (selo) im Fernen Osten Russlands am Fluss Amur mit 4683 Einwohnern (Stand 1. Oktober 2021). Es ist der Hauptort des Nanaiski rajon in der Region Chabarowsk und Zentrum des Siedlungsgebiets der Nanaier in der Region.

## Geschichte
Troizkoje wurde 1859 von Siedlern aus Zentralrussland unweit der nanaiischen Nomadensiedlung Dolin gegründet. Das Gebiet wird seit Jahrhunderten von Nanaiern und Udehe, die zu den tungusischen Völkern gehören, bewohnt. 1934 wurde der Nationalbezirk der Nanaier gegründet, der heutige Rajon Nanaiski, dessen Verwaltungssitz Troizkoje wurde.

### Bevölkerungsentwicklung
| Jahr | Einwohner |
| ---- | --------- |
| 1939 | 2165      |
| 1959 | 4680      |
| 1970 | 5206      |
| 1979 | 5576      |
| 1989 | 6015      |
| 2002 | 5725      |
| 2010 | 5143      |
| 2021 | 4683      |

Anmerkung: Volkszählungsdaten

## Wirtschaft
In der Umgebung von Troizkoje wird traditionell Jagd-, Forstwirtschaft und Fischfang (im Amur) betrieben. Durch den Rückgang der Fisch- und Wildbestände gerieten diese Wirtschaftszweige in den letzten Jahren in eine Krise.

## Verkehr
Die Siedlung liegt etwa neun Kilometer von der Fernstraße Chabarowsk – Komsomolsk am Amur entfernt. Mehrmals täglich fahren Busse nach Chabarowsk, einmal täglich nach Komsomolsk. Darüber hinaus halten Passagierschiffe der Linie Chabarowsk – Nikolajewsk am Amur in Troizkoje.

## Kultur und Sehenswürdigkeiten
Das örtliche Heimatmuseum wurde 1975 gegründet und beschäftigt sich v. a. mit der Kultur der Nanaier und Udehe. Ausstellungsstücke sind so etwa traditionelle Kleidungsstücke der beiden Volksgruppen sowie Ausgrabungsstücke einer Jurchen-Siedlung aus dem 12. Jahrhundert.
Ferner gibt es im Ort ein Kultur- und Freizeitzentrum, sowie das Nationalkulturelle Zentrum, das sich mit der Folklore der Nanaier befasst.